# Мартин Домингес, Карлос
Ка́рлос Марти́н Доми́нгес (исп. Carlos Martín Domínguez; род. 22 апреля 2002, Мадрид) — испанский футболист, нападающий клуба «Атлетико Мадрид».

## Клубная карьера
Мартин — воспитанник клуба «Атлетико Мадрид». В 2021 году Карлос для получения игровой практики начал выступать за дублирующий состав. 20 ноября 2021 года в матче против «Осасуны» он дебютировал в Ла Лиге.